# Apaidia vaulogeri
Apaidia vaulogeri är en fjärilsart som beskrevs av Legrand 1938. Apaidia vaulogeri ingår i släktet Apaidia och familjen björnspinnare. Inga underarter finns listade i Catalogue of Life.